# Xavier Veilhan
Xavier Veilhan (Lió, 1963) és un artista contemporani que viu i treballa a París. El seu treball és considerat un estudi dels sistemes de representació històrics i contemporanis aconseguint unes obres que són el resultat de l'anàlisi del verisme, l'hiperrealisme o l'il·lusionisme. Tota la seva obra qüestiona l'art en si mateix, a la vegada que intenta comprendre la realitat, quelcom que se sap que existeix però que mai s'arriba a aprehendre.
Veilhan ha fet ús d'una gran varietat de mitjans com ara la pintura a l'oli, l'escultura o la fotografia retocada. Malgrat això, la seva obra es basa en la relació entre entre l'obra i l'espectador, i cerca provocar la reflexió d'aquest darrer mostrant-li el vocabulari plàstic d'una manera diferent a les imatges familiars. Pertany a una generació
caracteritzada pel seu interès per les tecnologies i per desenvolupar formats que li permeten innovar en mitjans molt diferents
al llarg de la seva trajectòria. En el cas dels seus «treballs amb llum», Veilhan disposa panells de bombetes que reprodueixen imatges en moviment, com quadres mòbils que remeten als artefactes i invencions dels orígens de la imatge cinematogràfica, com una grafia lumínica posada en moviment.

## Biografia
Veilhan va començar a despuntar als anys 90 del segle XX com un dels artistes més prometedors de la seva generació. L'any 2009 es va consagrar gràcies a l'exposició Veilhan Versailles, en la qual va situar les seves escultures i instal·lacions al Palau de Versalles. En destaca especialment Le Carrosse, una escultura d'un carruatge tirat per cavalls inspirat en els carruatges del segle xvii per bé que de línies geometritzants, gairebé al límit de la distorsió. Aquesta obra, que combina la idea de la velocitat amb un objecte d'època moderna, també sembla tenir punts de connexió amb els estudis de moviment d'Eadweard Muybridge, ja que a Le Carrosse, les formes semblen emergir del moviment i la velocitat.
Una de les primeres exposicions de Veilhan fora de França va tenir lloc a l'Espai 13 de la Fundació Joan Miró l'any 2001, dins el cicle Homo Ludens, comissariat per Grazia Quaroni. L'obra de Veilhan, titulada Lightworks es va poder contemplar junt a projectes de Daniel Chust Peters, Grazia Toderi, Aernout Mik, Thomas Huber i Vik Muniz. Essencialment, Lightworks consistia en una instal·lació de tres pantalles verticals cobertes per centenes de bombetes, a les quals s'hi generaven imatges intermitents de gran intensitat a nivell de luminescència i temperatura, les quals es podien contemplar situant-se enmig de la instal·lació. D'aquesta manera, l'artista presenta una reflexió sobre la fugacitat d'unes imatges que només existeixen quan algú les mira, les aprehèn i en construeix significat.

## Obra

### Exposicions individuals / Projectes públics
2012
- Veilhan at Hatfield: Promenade Arxivat 2013-04-26 a Wayback Machine., Hatfield House, Hatfield

2011
- Orchestra Arxivat 2013-03-29 a Wayback Machine., Galerie Perrotin, París
- Spacing, Ilju Fondation, Séoul
- Dark Matter Arxivat 2013-04-07 a Wayback Machine., Andréhn-Schiptjenko, Estocolm
- Free Fall Arxivat 2013-04-07 a Wayback Machine., Espace Louis Vuitton, Tòquio

2010
- Mobile at Maison Louis Vuitton, Nova York
- Xavier Veilhan Arxivat 2012-04-26 a Wayback Machine., Galerie Perrotin, Miami
- Le Carrosse, installation Place de la République, Metz
- Interacting with History: Xavier Veilhan at The Mount Arxivat 2012-04-26 a Wayback Machine., The Mount, Lenox
- Kukje Gallery Arxivat 2012-04-26 a Wayback Machine., Séoul
- RAL 5015 Arxivat 2012-04-26 a Wayback Machine., Artcurial, París
- Sorry We're Closed Arxivat 2012-04-26 a Wayback Machine., Brussel·les

2009
- Veilhan Versailles Arxivat 2013-07-19 a Wayback Machine., Château de Versailles, Versalles
- Sophie Arxivat 2013-04-26 a Wayback Machine., work in situ, Costes Restaurant Le Germain, París

2008
- Furtivo, Galerie Perrotin, París
- Furtivo, Pinacoteca Giovanni e Marella Agnelli, Torín

2007
- Metric, Gering & López Gallery, Nova York
- Andréhn-Schiptjenko, Estocolm

2006
- Les Habitants, Palais des Congrès de la Communauté Urbaine de Lyon (with Renzo Piano Building Workshop), Lió (public project)
- Miami Snowflakes, Galerie Perrotin, Miami
- Sculptures automatiques, Galerie Perrotin, París

2005
- Le Plein emploi, MAMC, Estrasburg
- Le Projet Hyperréaliste, Rose Art Museum, Brandeis University, Waltham; traveling to National Academy Museum, Nova York
- People as Volume, Andréhn-Schiptjenko, Estocolm
- Fantome, Centro de Arte Caja de Burgos, Burgos
- Éléments célestes, artistic conception, Chanel Jewelry; traveling to Taiwan, París, Nova York, Hong Kong, Tòquio
- Le Lion, Place Stalingrad, Bordeus (public project)

2004
- Vanishing Point, Espace 315, Centre Pompidou, París
- Light Machines, Fondation Vasarely, Aix-en-Provence; traveling to Ecuries de Saint-Hugues, Cluny
- Keep the Brown, Galeria Javier Lopez, Madrid
- Big Mobile, Forum, Centre Pompidou, París
- Le Monstre, Place du Marché, Tours (public project)

2003
- Keep The Brown, Sandra Gering Gallery, Nova York

2002
- Barbican Center, Londres
- Installation from the workshop, Center for Contemporary Art, CCA Kitakyushu, Japó
- Konsthallen, Göteborg

2001
- Lightworks, Espai 13 (Fundació Joan Miró, Barcelona), dins el cicle Homo ludens. L'art en joc, comissariat per Grazia Quaroni
- Andréhn-Schiptjenko, Estocolm

2000
- Le Magasin, Grenoble; curated by Yves Aupetitallot and Lionel Bovier
- La Ford T, 5th floor terrace, Centre Pompidou, París; curated by Lionel Bovier
- Sandra Gering Gallery, Nova York
- The Rhinoceros, Yves St. Laurent, Nova York

### Exposicions col·lectives
2011
- D'après Nature, Château d'Avignon, Avinyó
- French Window : Looking at Contemporary Art through the Marcel Duchamp Prize, Mori Art Museum, Tòquio
- Look into my eyes, Mitterand+Cramer Fine Art, Gènova
- 2011 Lumens, Valls Museum, Valls

2010
- Chefs d'œuvre ? Arxivat 2012-04-26 a Wayback Machine., Centre Pompidou-Metz
- Le Mont Analogue, Centro Cultural Metropolitan, Quito, traveling to Montevideo
- Art for the world (The Expo), The city of forking Path Arxivat 2012-04-26 a Wayback Machine., World Expo 2010,Shanghai
- Catch me, Kunsthaus Graz, Graz

2009
- Galerie Perrotin, Miami
- Le sort probable de l'homme qui avait avalé le fantôme, Conciergerie, París
- Galerie Perrotin, París
- Dream Time, La Grotte, Mas d'Azil
- N'importe Quoi, Musée d'Art Contemporain de Lyon, Lió

2008
- Demolition Party, Royal Monceau Palace Hotel, París
- Allsopp Contemporary, Londdres

2007
- Airs de Paris, Centre Pompidou, Paris (La Cabane Éclatée aux Paysages Fantômes, a project with Daniel Buren; Aérolite, a musical show with Air)
- Galerie Rüdiger Schöttle, Múnic

2006
- Kit O’Parts, CAN, Neuchâtel
- La force de l'art / Grand Palais 2006, París
- Supernova : Experience Pommery # 3, Domaine Pommery, Reims
- Thank you for the music, Simon Lee Gallery, Londres
- Collection and new acquisitions, Viktor Pinchuk Foundation, Kiev
- Boucle, Jardin des Tuileries; Ville Nouvelle, Cour de l'Hôtel de Ville, Nuit Blanche, París
- InTRANSIT from Object to Site, David Winton Bell Gallery, Brown University, Provença

2005
- Water (Without You I’m not)-Thoughts of a fish in a deep sea, 3rd Biennial of Contemporary Art of Valencia, València
- Fundacion La Caixa Collection, 20 years with Contemporary Art : New Acquisitions, Caixa Forum, Barcelona
- De lo Real y lo Ficticio : Arte contemporaneo de Francia, Museo de Arte Moderno de Mexico, Mexico City; traveling to Bass Museum, Miami

2004
- None of the Above, Swiss Institute – Contemporary Art, Nova York
- Genesis Sculpture: Experience Pommery #2, Domaine Pommery, Reims
- L'Eblouissement, Galerie Nationale du Jeu de Paume, París
- Contrepoint, Musée du Louvre, París

2003
- It Happened Tomorrow, 7th Lyon Biennale of Contemporary Art, curated by Le Consortium, Lió
- Split, Sandra Gering Gallery, Nova York
- JRP Editions Selected Multiples, Galerie Edward Mitterand, Geneva; traveling to Galeria Javier Lopez, Madrid; Raum Aktueller Kunst, Martin Janda, Viena
- Coollustre, Collection Lambert, Avignon, curated by Eric Troncy
- 25th edition of International Biennial of Graphic Arts, Ljubljana, Slovenia, curated by Christophe Chérix and Lionel Bovier
- Glass Wall, device conceived for Faits et Gestes, Atelier de mécanique, Parc des ateliers SNCF, Arles

2002
- Audiolab 2, Palais de Tokyo, París
- Collections croisées, CAPC, Bordeus
- La Part de l'autre, Carré d'art, Nimes
- Les animaux sortent de leur réserve, Centre Pompidou, París
- Sculpture Now, Palm Beach Institute for Contemporary Art, Palm Beach
- The Speed Art Museum, Louisville
- Optical Optimism, Galerie Simonne Stern, Nova Orleans
- Light X Eight, Jewish Museum, Nova York
- 2002 Taipei Biennial: Great Theatre Of The World, Taipei Fine Arts Museum, Taiwan

2001
- A New Domestic Landscape, Galeria Javier Lopez, Madrid
- Métamorphoses et Clonage, Musée d'Art Contemporain de Montréal, Montreal

2000
- Jour de fête, Centre Pompidou, Musée National d'Art Moderne, París
- Xn00, Espace des Arts, Chalon-sur-Saône; curated by L. Bovier in collaboration with E. Lebovici, JC Masséra, S. Moisdon Trembley, H.U. Obrist, assisted by Nicolas Trembley
- Over the Edges, S.M.A.K., Gent, Bèlgica
- The Collective Works, Centre d'art Contemporain de Toulouse, Toulouse
- Art Unlimited, Art’31, Basel
- L'oeuvre collective, Les Abattoirs, Toulouse; curated by Pascal Pique
- Vivre sa vie, Tramway, Glasgow; curated by Tanya Leighton